# Ђеси-Мацалазино (Ређо Емилија)
Ђеси-Мацалазино је насеље у Италији у округу Ређо Емилија, региону Емилија-Ромања.
Према процени из 2011. у насељу је живело 146 становника. Насеље се налази на надморској висини од 121 м.